# Колдвотер (Канзас)
Колдвотер (енгл. Coldwater) град је у америчкој савезној држави Канзас.

## Демографија
По попису из 2010. године број становника је 828, што је 36 (4,5%) становника више него 2000. године.
| Група             | 2000.       | 2010.       |
| Белци             | 762 (96,2%) | 788 (95,2%) |
| Афроамериканци    | 1 (0,1%)    | 1 (0,1%)    |
| Азијати           | 0 (0,0%)    | 1 (0,1%)    |
| Хиспаноамериканци | 17 (2,1%)   | 21 (2,5%)   |
| Укупно            | 792         | 828         |